# Critérium du Dauphiné 2013
64. edycja kolarskiego wyścigu Critérium du Dauphiné odbył się w dniach 2 do 9 czerwca 2013 roku. Trasa tego francuskiego, wieloetapowego wyścigu liczyła osiem etapów, o łącznym dystansie 1136,5 km. Wyścig zaliczany był do rankingu światowego UCI World Tour 2013.

## Uczestnicy
Na starcie wyścigu stanęły 22 ekipy. Wśród nich znalazło się osiemnaście ekip UCI World Tour 2013 (bez Ag2r-La Mondiale, które nie bierze udziału z powodu wpadki dopingowej podczas Giro d'Italia 2013) oraz cztery inne zaproszone przez organizatorów.
W wyścigu wystartowało 5 Polaków: Sylwester Szmyd w barwach Movistar Team (75. w klasyfikacji generalnej na mecie), Michał Kwiatkowski z Omega Pharma-Quick Step (nie ukończył ostatniego etapu, a zajmował 14. miejsce po 7. etapie), Maciej Paterski (96.) i Maciej Bodnar (76.) w barwach Cannondale Pro Cycling Team oraz Bartosz Huzarski (nie ukończył) z NetApp-Endura.
Lista drużyn uczestniczących w wyścigu:
| Numery  | Kod | Drużyna                 |
| ------- | --- | ----------------------- |
| 1-8     | SKY | Sky Procycling          |
| 11-18   | TST | Team Saxo-Tinkoff       |
| 21-28   | LTB | Lotto-Belisol           |
| 31-38   | AST | Pro Team Astana         |
| 41-48   | BMC | BMC Racing Team         |
| 51-58   | BLA | Blanco Pro Cycling Team |
| 61-68   | RTL | RadioShack-Leopard      |
| 71-78   | OGE | Orica-GreenEDGE         |
| 81-88   | KAT | Team Katusha            |
| 91-98   | COF | Cofidis                 |
| 101-108 | EUS | Euskaltel-Euskadi       |

| Numery  | Kod | Drużyna                     |
| ------- | --- | --------------------------- |
| 111-118 | GRS | Garmin-Sharp                |
| 121-128 | LAM | Lampre-Merida               |
| 131-138 | FDJ | FDJ                         |
| 141-148 | EUC | Team Europcar               |
| 151-158 | OPQ | Omega Pharma-Quick Step     |
| 161-168 | CAN | Cannondale Pro Cycling Team |
| 171-178 | MOV | Movistar Team               |
| 181-188 | VCD | Vacansoleil-DCM             |
| 191-198 | ARG | Argos-Shimano               |
| 201-208 | BSE | Bretagne-Schuller           |
| 211-218 | TNE | NetApp-Endura               |

## Etapy
Trasa wyścigu została ogłoszona 15 kwietnia 2013.
| Etap | Data      | Start - Meta                          | km    | Typ | Zwycięzca etapu      | Lider              |
| ---- | --------- | ------------------------------------- | ----- | --- | -------------------- | ------------------ |
| 1    | 2 czerwca | Champéry                              | 121   |     | David Veilleux       | David Veilleux     |
| 2    | 3 czerwca | Châtel - Oyonnax                      | 191   |     | Elia Viviani         | David Veilleux     |
| 3    | 4 czerwca | Ambérieu-en-Bugey - Tarare            | 167   |     | Edvald Boasson Hagen | David Veilleux     |
| 4    | 5 czerwca | Villars-les-Dombes - Parc des Oiseaux | 32,5  |     | Tony Martin          | Rohan Dennis       |
| 5    | 6 czerwca | Grésy-sur-Aix - Valmorel              | 139   |     | Christopher Froome   | Christopher Froome |
| 6    | 7 czerwca | La Léchère - Grenoble                 | 143   |     | Thomas Voeckler      | Christopher Froome |
| 7    | 8 czerwca | Pont-de-Claix - SuperDévoluy          | 187,5 |     | Samuel Sánchez       | Christopher Froome |
| 8    | 9 czerwca | Sisteron - Risoul                     | 155,5 |     | Alessandro De Marchi | Christopher Froome |

### Etap 1 - 02.06: Champéry, 121 km
| #   | Zawodnik           | Zespół | Czas       |
| --- | ------------------ | ------ | ---------- |
| 1   | David Veilleux     | EUC    | 3h 17' 35" |
| 2   | Gianni Meersman    | OPQ    | + 1' 56"   |
| 3   | Tom-Jelte Slagter  | BLA    | + 1' 57"   |
|     |                    |        |            |
| 34  | Michał Kwiatkowski | OPQ    | + 1' 57"   |
| 36  | Sylwester Szmyd    | MOV    | + 1' 57"   |
| 70  | Maciej Bodnar      | CAN    | + 1' 57"   |
| 109 | Bartosz Huzarski   | TNE    | + 10' 40"  |
| 161 | Maciej Paterski    | CAN    | + 15' 34"  |

| #   | Zawodnik           | Zespół | Czas       |
| --- | ------------------ | ------ | ---------- |
| 1   | David Veilleux     | EUC    | 3h 17' 35" |
| 2   | Gianni Meersman    | OPQ    | + 1' 56"   |
| 3   | Tom-Jelte Slagter  | BLA    | + 1' 57"   |
|     |                    |        |            |
| 34  | Michał Kwiatkowski | OPQ    | + 1' 57"   |
| 36  | Sylwester Szmyd    | MOV    | + 1' 57"   |
| 70  | Maciej Bodnar      | CAN    | + 1' 57"   |
| 109 | Bartosz Huzarski   | TNE    | + 10' 40"  |
| 161 | Maciej Paterski    | CAN    | + 15' 34"  |

### Etap 2 - 03.06: Châtel - Oyonnax, 191 km
| #   | Zawodnik           | Zespół | Czas       |
| --- | ------------------ | ------ | ---------- |
| 1   | Elia Viviani       | CAN    | 4h 39' 15" |
| 2   | Gianni Meersman    | OPQ    | + 0"       |
| 3   | Tony Gallopin      | RTL    | + 0"       |
|     |                    |        |            |
| 20  | Maciej Bodnar      | CAN    | + 0"       |
| 52  | Michał Kwiatkowski | OPQ    | + 0"       |
| 79  | Bartosz Huzarski   | TNE    | + 2' 07"   |
| 127 | Sylwester Szmyd    | MOV    | + 6' 31"   |
| 128 | Maciej Paterski    | CAN    | + 6' 31"   |

| #   | Zawodnik           | Zespół | Czas       |
| --- | ------------------ | ------ | ---------- |
| 1   | David Veilleux     | EUC    | 7h 56' 50" |
| 2   | Gianni Meersman    | OPQ    | + 1' 56"   |
| 3   | Tony Gallopin      | RTL    | + 1' 57"   |
|     |                    |        |            |
| 36  | Michał Kwiatkowski | OPQ    | + 1' 57"   |
| 40  | Maciej Bodnar      | CAN    | + 1' 57"   |
| 84  | Sylwester Szmyd    | MOV    | + 8' 28"   |
| 100 | Bartosz Huzarski   | TNE    | + 12' 47"  |
| 145 | Maciej Paterski    | CAN    | + 22' 05"  |

### Etap 3 - 04.06: Ambérieu-en-Bugey - Tarare, 167 km
| #   | Zawodnik             | Zespół | Czas       |
| --- | -------------------- | ------ | ---------- |
| 1   | Edvald Boasson Hagen | SKY    | 4h 03' 32" |
| 2   | Michael Matthews     | OGE    | + 0"       |
| 3   | Gianni Meersman      | OPQ    | + 0"       |
|     |                      |        |            |
| 43  | Michał Kwiatkowski   | OPQ    | + 0"       |
| 81  | Maciej Bodnar        | CAN    | + 0"       |
| 112 | Sylwester Szmyd      | MOV    | + 0"       |
| 152 | Bartosz Huzarski     | TNE    | + 4' 09"   |
| 153 | Maciej Paterski      | CAN    | + 4' 09"   |

| #   | Zawodnik           | Zespół | Czas        |
| --- | ------------------ | ------ | ----------- |
| 1   | David Veilleux     | EUC    | 12h 00' 22" |
| 2   | Gianni Meersman    | OPQ    | + 1' 56"    |
| 3   | Tony Gallopin      | RTL    | + 1' 57"    |
|     |                    |        |             |
| 33  | Michał Kwiatkowski | OPQ    | + 1' 57"    |
| 44  | Maciej Bodnar      | CAN    | + 1' 57"    |
| 82  | Sylwester Szmyd    | MOV    | + 8' 28"    |
| 116 | Bartosz Huzarski   | TNE    | + 16' 56"   |
| 149 | Maciej Paterski    | CAN    | + 26' 14"   |

### Etap 4 - 05.06: Villars-les-Dombes - Parc des Oiseaux, 32,5 km
| #   | Zawodnik           | Zespół | Czas     |
| --- | ------------------ | ------ | -------- |
| 1   | Tony Martin        | OPQ    | 36' 55"  |
| 2   | Rohan Dennis       | GRS    | + 47"    |
| 3   | Christopher Froome | SKY    | + 52"    |
|     |                    |        |          |
| 5   | Michał Kwiatkowski | OPQ    | + 1' 13" |
| 69  | Maciej Bodnar      | CAN    | + 3' 45" |
| 102 | Maciej Paterski    | CAN    | + 4' 27" |
| 103 | Sylwester Szmyd    | MOV    | + 4' 27" |
| 162 | Bartosz Huzarski   | TNE    | + 6' 23" |

| #   | Zawodnik           | Zespół | Czas        |
| --- | ------------------ | ------ | ----------- |
| 1   | Rohan Dennis       | GRS    | 12h 40' 00" |
| 2   | Christopher Froome | SKY    | + 5"        |
| 3   | Michał Kwiatkowski | OPQ    | + 26"       |
|     |                    |        |             |
| 36  | Maciej Bodnar      | CAN    | + 2' 58"    |
| 85  | Sylwester Szmyd    | MOV    | + 10' 11"   |
| 123 | Bartosz Huzarski   | TNE    | + 20' 35"   |
| 147 | Maciej Paterski    | CAN    | + 27' 57"   |

### Etap 5 - 06.06: Grésy-sur-Aix - Valmorel, 139 km
| #   | Zawodnik           | Zespół | Czas       |
| --- | ------------------ | ------ | ---------- |
| 1   | Christopher Froome | SKY    | 3h 28' 39" |
| 2   | Alberto Contador   | TST    | + 4"       |
| 3   | Matthew Busche     | RTL    | + 4"       |
|     |                    |        |            |
| 19  | Michał Kwiatkowski | OPQ    | + 1' 37"   |
| 76  | Sylwester Szmyd    | MOV    | + 11' 13"  |
| 81  | Bartosz Huzarski   | TNE    | + 12' 19"  |
| 131 | Maciej Paterski    | CAN    | + 19' 22"  |
| 143 | Maciej Bodnar      | CAN    | + 19' 22"  |

| #   | Zawodnik           | Zespół | Czas        |
| --- | ------------------ | ------ | ----------- |
| 1   | Christopher Froome | SKY    | 16h 08' 44" |
| 2   | Richie Porte       | SKY    | + 52"       |
| 3   | Rohan Dennis       | GRS    | + 54"       |
|     |                    |        |             |
| 8   | Michał Kwiatkowski | OPQ    | + 1' 58"    |
| 82  | Sylwester Szmyd    | MOV    | + 21' 19"   |
| 84  | Maciej Bodnar      | CAN    | + 22' 15"   |
| 109 | Bartosz Huzarski   | TNE    | + 32' 49"   |
| 151 | Maciej Paterski    | CAN    | + 47' 14"   |

### Etap 6 - 07.06: La Léchère - Grenoble, 143 km
| #   | Zawodnik           | Zespół | Czas       |
| --- | ------------------ | ------ | ---------- |
| 1   | Thomas Voeckler    | EUC    | 3h 24' 13" |
| 2   | José Herrada       | MOV    | + 0"       |
| 3   | Kevin Seeldraeyers | AST    | + 0"       |
|     |                    |        |            |
| 10  | Michał Kwiatkowski | OPQ    | + 46"      |
| 103 | Sylwester Szmyd    | MOV    | + 12' 13"  |
| 109 | Maciej Bodnar      | CAN    | + 13' 49"  |
| 138 | Maciej Paterski    | CAN    | + 15' 51"  |
| 163 | Bartosz Huzarski   | TNE    | + 15' 51"  |

| #   | Zawodnik           | Zespół | Czas         |
| --- | ------------------ | ------ | ------------ |
| 1   | Christopher Froome | SKY    | 19h 33' 43"  |
| 2   | Richie Porte       | SKY    | + 52"        |
| 3   | Rohan Dennis       | GRS    | + 54"        |
|     |                    |        |              |
| 8   | Michał Kwiatkowski | OPQ    | + 1' 58"     |
| 88  | Sylwester Szmyd    | MOV    | + 32' 46"    |
| 92  | Maciej Bodnar      | CAN    | + 35' 18"    |
| 123 | Bartosz Huzarski   | TNE    | + 47' 54"    |
| 152 | Maciej Paterski    | CAN    | + 1h 02' 19" |

### Etap 7 - 08.06: Pont-de-Claix - SuperDévoluy, 187,5 km
| #  | Zawodnik           | Zespół | Czas       |
| -- | ------------------ | ------ | ---------- |
| 1  | Samuel Sánchez     | EUS    | 5h 26' 14" |
| 2  | Jakob Fuglsang     | AST    | + 0"       |
| 3  | Richie Porte       | SKY    | + 15"      |
|    |                    |        |            |
| 19 | Michał Kwiatkowski | OPQ    | + 2' 07"   |
| 66 | Sylwester Szmyd    | MOV    | + 16' 06"  |
| 74 | Maciej Paterski    | CAN    | + 16' 06"  |
| 84 | Maciej Bodnar      | CAN    | + 16' 06"  |
| -  | Bartosz Huzarski   | TNE    | DNF        |

| #   | Zawodnik           | Zespół | Czas         |
| --- | ------------------ | ------ | ------------ |
| 1   | Christopher Froome | SKY    | 25h 00' 13"  |
| 2   | Richie Porte       | SKY    | + 51"        |
| 3   | Michael Rogers     | TST    | + 1' 37"     |
|     |                    |        |              |
| 14  | Michał Kwiatkowski | OPQ    | + 3' 49"     |
| 84  | Sylwester Szmyd    | MOV    | + 48' 36"    |
| 87  | Maciej Bodnar      | CAN    | + 51' 08"    |
| 127 | Maciej Paterski    | CAN    | + 1h 18' 09" |

### Etap 8 - 09.06: Sisteron - Risoul, 155,5 km
| #  | Zawodnik             | Zespół | Czas       |
| -- | -------------------- | ------ | ---------- |
| 1  | Alessandro De Marchi | CAN    | 4h 28' 09" |
| 2  | Christopher Froome   | SKY    | + 24"      |
| 3  | Andrew Talansky      | GRS    | + 24"      |
|    |                      |        |            |
| 47 | Maciej Paterski      | CAN    | + 10' 48"  |
| 80 | Maciej Bodnar        | CAN    | + 19' 12"  |
| 88 | Sylwester Szmyd      | MOV    | + 21' 02"  |
| -  | Michał Kwiatkowski   | OPQ    | DNF        |

| #  | Zawodnik           | Zespół | Czas         |
| -- | ------------------ | ------ | ------------ |
| 1  | Christopher Froome | SKY    | 29h 28' 46"  |
| 2  | Richie Porte       | SKY    | + 58"        |
| 3  | Daniel Moreno      | KAT    | + 2' 12"     |
|    |                    |        |              |
| 75 | Sylwester Szmyd    | MOV    | + 1h 09' 14" |
| 76 | Maciej Bodnar      | CAN    | + 1h 09' 56" |
| 96 | Maciej Paterski    | CAN    | + 1h 28' 33" |

## Liderzy klasyfikacji po etapach
| Etap                 | Zwycięzca            | Klasyfikacja generalna · | Klasyfikacja górska · | Klasyfikacja punktowa · | Klasyfikacja młodzieżowa · | Klasyfikacja drużynowa · |
| -------------------- | -------------------- | ------------------------ | --------------------- | ----------------------- | -------------------------- | ------------------------ |
| 1                    | David Veilleux       | David Veilleux           | David Veilleux        | David Veilleux          | Tom-Jelte Slagter          | Team Europcar            |
| 2                    | Elia Viviani         | David Veilleux           | Thomas Damuseau       | Gianni Meersman         | Tony Gallopin              | Team Europcar            |
| 3                    | Edvald Boasson Hagen | David Veilleux           | Thomas Damuseau       | Gianni Meersman         | Tony Gallopin              | Team Europcar            |
| 4                    | Tony Martin          | Rohan Dennis             | Thomas Damuseau       | Gianni Meersman         | Rohan Dennis               | Sky Procycling           |
| 5                    | Christopher Froome   | Christopher Froome       | Thomas Damuseau       | Gianni Meersman         | Rohan Dennis               | Sky Procycling           |
| 6                    | Thomas Voeckler      | Christopher Froome       | Thomas Damuseau       | Gianni Meersman         | Rohan Dennis               | Sky Procycling           |
| 7                    | Samuel Sánchez       | Christopher Froome       | Thomas Damuseau       | Gianni Meersman         | Rohan Dennis               | Sky Procycling           |
| 8                    | Alessandro De Marchi | Christopher Froome       | Thomas Damuseau       | Gianni Meersman         | Rohan Dennis               | Sky Procycling           |
| Klasyfikacja końcowa | Klasyfikacja końcowa | Christopher Froome       | Thomas Damuseau       | Gianni Meersman         | Rohan Dennis               | Sky Procycling           |

## Klasyfikacje końcowe

### Klasyfikacja generalna
|    | Zawodnik           | Zespół            | Czas        |
| -- | ------------------ | ----------------- | ----------- |
| 1  | Chris Froome       | Sky Procycling    | 29h 28′ 46″ |
| 2  | Richie Porte       | Sky Procycling    | + 58"       |
| 3  | Daniel Moreno      | Team Katusha      | + 2' 12"    |
| 4  | Jakob Fuglsang     | Pro Team Astana   | + 2' 18"    |
| 5  | Daniel Navarro     | Cofidis           | + 2' 20"    |
| 6  | Michael Rogers     | Team Saxo-Tinkoff | + 3' 08"    |
| 7  | Alejandro Valverde | Movistar Team     | + 3' 12"    |
| 8  | Rohan Dennis       | Garmin-Sharp      | + 3' 24"    |
| 9  | Samuel Sánchez     | Euskaltel-Euskadi | + 4' 25"    |
| 10 | Alberto Contador   | Team Saxo-Tinkoff | + 4' 27"    |

|   | Zawodnik             | Zespół                  | Punkty |
| - | -------------------- | ----------------------- | ------ |
| 1 | Gianni Meersman      | Omega Pharma-Quick Step | 49     |
| 2 | Chris Froome         | Sky Procycling          | 47     |
| 3 | Richie Porte         | Sky Procycling          | 32     |
| 4 | Edvald Boasson Hagen | Sky Procycling          | 26     |
| 5 | Jakob Fuglsang       | Pro Team Astana         | 23     |

|   | Zawodnik           | Zespół          | Punkty |
| - | ------------------ | --------------- | ------ |
| 1 | Thomas Damuseau    | Argos-Shimano   | 109    |
| 2 | Kevin Seeldraeyers | Pro Team Astana | 77     |
| 3 | Chris Froome       | Sky Procycling  | 46     |
| 4 | David Veilleux     | Team Europcar   | 45     |
| 5 | Alexéi Lutsenko    | Pro Team Astana | 35     |

|   | Zawodnik         | Zespół          | Czas        |
| - | ---------------- | --------------- | ----------- |
| 1 | Rohan Dennis     | Garmin-Sharp    | 29h 32′ 10″ |
| 2 | Alexandre Geniez | FDJ             | + 3' 53"    |
| 3 | Warren Barguil   | Argos-Shimano   | + 8' 48"    |
| 4 | Dominik Nerz     | BMC Racing Team | + 10' 13"   |
| 5 | Jegor Silin      | Pro Team Astana | + 11' 52"   |

|   | Zespół            | Czas        |
| - | ----------------- | ----------- |
| 1 | Sky Procycling    | 88h 35′ 44″ |
| 2 | Team Saxo-Tinkoff | + 12' 18"   |
| 3 | Euskaltel-Euskadi | + 23' 27"   |
| 4 | Pro Team Astana   | + 24' 34"   |
| 5 | Cofidis           | + 25' 50"   |